# Корона, Яссер
Яссер Анвар Корона Дельгадо (исп. Yasser Anwar Corona Delgado; родился 28 июля 1987 года в Тепике, Мексика) — мексиканский футболист палестинского происхождения. Выступал на позиции опорного полузащитника.

## Клубная карьера
Корона начал карьеру в клубе «Монаркас Морелия». 12 ноября 2006 года в матче против «Америки» он дебютировал в Лиге MX. Для получения игровой практики Яссер перешёл на правах аренды «Чьяпас». 26 июля 2009 года в матче против «Крус Асуль» он дебютировал за новый клуб. 15 ноября в поединке против «Атласа» Яссер забил свой первый гол на высшем уровне.
В следующем сезоне руководство «Монаркас Морелии» вновь отправило Корону в аренду. Его новой командой стала «Пуэбла». 25 июля 2010 года в матче против «Гвадалахары» он дебютировал за клуб. 7 ноября в поединке против «Монтеррея» Яссер забил свой первый гол за «Пуэблу». Летом 2011 года Корона вернулся в стан «персиков». 2 ноября в матче против «Сантос Лагуна» он забил первый гол за «Морелию».
В начале 2012 года контракт Яссера с «персиками» закончился и он перешёл в Чьяпас. Через полгода из-за малого количества игровой практики Корона перешёл в «Сан-Луис» на правах аренды. 10 февраля 2013 года в матче против своего бывшего клуба «Пуэблы» он дебютировал за новую команду. 10 марта в поединке против УАНЛ Тигрес Яссер забил свой первый гол за «Сан-Луис».
Летом 2013 года Яссер перешёл в «Керетаро». 28 июля в матче против УНАМ Пумас он дебютировал за новую команду. 1 августа в поединке против «Монтеррея» Корона забил свой первый гол. В 2015 году Яссер помог «Керетаро» завоевать серебряные медали чемпионата.
Летом 2016 года Корона перешёл в «Тихуану». 16 июля в матче против своего бывшего клуба «Монаркас Морелия» он дебютировал за новую команду.

## Международная карьера
В 2015 году Корона стал обладателем Золотого кубка КОНКАКАФ. На турнире он сыграл в матчах против сборных Тринидада и Тобаго и Коста-Рики.
В 2016 году Корона принял участие в Кубке Америки в США. На турнире он сыграл в матче против команды Ямайки.

## Достижения
Международные
 Мексика
- Золотой кубок КОНКАКАФ — 2015